# 阿里高原鳅
阿里高原鳅（学名：Triplophysa aliensis）为輻鰭魚綱鯉形目條鳅科高原鳅属的鱼类。在中国，分布于西藏阿里地区的象泉河和狮泉河，为印度河上游，體長可達10.4公分，生活習性不明。该物种的模式产地在象泉河、狮泉河。

## 扩展阅读
維基物種上的相關：阿里高原鳅